# Донна Фрейтас
Донна Фрейтас (англ. Donna Freitas [ˈfreɪtəs]; 1972 року народження)[джерело?] — науковиця, викладачка, письменниця, авторка художньої та наукової літератури для дорослих і підлітків. Фрейтас народилася в Род-Айленді, найбільш католицькому штаті Сполучених Штатів, тож католицька релігія та духовність значною мірою впливають на її твори. Крім того, її твори торкаються тем сексуальності, згоди та культури студентського містечка.

## Молодість та освіта
Фрейтас була гімнасткою упродовж 7 років, але в п'ятнадцять років вона завершила кар'єру через травму. Здобула ступінь бакалавра філософії та іспанської мови в Джорджтаунському університеті. Здобула ступінь доктора філософії з релігії у Католицькому університеті Америки.

## Кар'єра

### Посади в академічних установах
Викладала у Бостонському університеті на кафедрі релігієзнавства, у Коледжі Святого Михайла на факультеті релігії та Почесному коледжі Університету Гофстра. Читала лекції про сексуальне насильство в понад 200 кампусах коледжів.
Зараз Фрейтас є науковою співробітницею Центру вивчення релігії та суспільства Університету Нотр-Дам.

### Праці
«Секс і душа: жонглювання сексуальністю, духовністю, романтикою та релігією в кампусах американських коледжів» (2008) розглядає зв'язки між сексуальністю та духовністю/релігією в семи університетах і коледжах Сполучених Штатів, зокрема нерелігійних державних, світських приватних, католицьких приватних та євангельських приватних установах. Її дослідження охоплювало онлайн-опитування з понад 2500 відповідями, а також інтерв'ю. Було опитано 111 студентів: 48 чоловіків і 63 жінки. Фрейтас дійшла висновку, що найбільші конфлікти між сексуальністю та духовністю були між євангельськими та не євангельськими інституціями, а не релігійними та нерелігійними. Фрейтас стверджувала, що студенти, які навчаються в католицьких закладах, реагують так само як і студенти нерелігійних закладів. Загалом студенти не відчували, що їхня сексуальність і релігійність взаємопов'язані. З іншого боку, Фрейтас виявила, що студенти євангельських закладів докладали свідомих зусиль, щоб узгодити свою сексуальність зі своєю духовністю/релігією, можливо, тому, що вони частіше ідентифікували себе як релігійні та духовні. «Секс і душа» — це перше велике дослідження, яке досліджує спроби молодих людей поєднати духовність і сексуальність. Фрейтас закликала до вирішення цих конфліктів у реальному житті.
Consent on Campus: A Manifesto (2018) досліджує широко поширену проблему сексуального нападу та сексуального насильства в університетських містечках. Фрейтас стверджує, що ця проблема пов'язана як з розповсюдженою нездатністю коледжів та університетів навчати студентів сексу та згоди, так і через «культуру стосунків». Фрейтас мала на меті забезпечити повнішу освіту щодо згоди та запропонувала способи вести більш конструктивні розмови. Фрейтас стверджувала, що секс за згодою має передбачати спілкування.
Consent: A Memoir of Unwanted Attention (2019) пояснює особисті аспекти роботи Фрейтас зі згодою в кампусах коледжів. У 1990-х роках в Католицькому університеті Америки професор і священник («отець Л») переслідував Фрейтас. У цій книжці досліджено досвід Фрейтас про те, як наставництво отця Л. швидко змінилося на домагання та переслідування, і про те, як адміністрація її університету мало чим змогла допомогти.

## Книжки

### Художня література
- Можливості святості (2008) ISBN 9780374360870
- Ця чудова гра (2010) ISBN 9780374314729
- Набір для виживання (2011) ISBN 9780374399177
- Золота медаль. Літо (2012) ISBN 9780545327886
- Золота медаль. Зима (2014) ISBN 9780545643771
- Ніжність злодіїв (2015) ISBN 9780399171369
- Unplugged (2016) ISBN 9780062118615
- Ринок тіл (2017) ISBN 9780062118646
- Вірус розуму (2017) ISBN 9780062118660
- Цілитель (2018) ISBN 9780062662118
- Дев'ять життів Роуз Наполітано (2021) ISBN 9781984880598

### Нон-фікшн
- Стати богинею внутрішньої рівноваги: духовність для Бріджит Джонс у всіх нас (2003) ISBN 9780787976286
- Вбивство Бога-самозванця: Духовна уява Філіпа Пулмана в трилогії «Темні матерії» (2007) ISBN 9780787982379
- Секс і душа: жонглювання сексуальністю, духовністю, романтикою та релігією в кампусах коледжів Америки (2008) ISBN 9780190221287
- Кінець сексу: як культура зв'язків залишає покоління нещасливим, сексуально нереалізованим і збентеженим щодо інтимних стосунків (2013) ISBN 9780465002153
- Consent on Campus: A Manifesto (2018) ISBN 9780190671150
- Consent: A Memoir of Unwanted Attention (2019) ISBN 9780316450522
- Ефект щастя: як соціальні медіа змушують покоління виглядати ідеальним за будь-яку ціну (2019) ISBN 9780190239855

## Переклади українською
2024 року у видавництві «Ще одну сторінку» вийшов український переклад роману «Дев'ять життів Роуз Наполітано». Перекладачка — Надія Сич.